# Чёрные манакины
Чёрные манакины (лат. Xenopipo) — род воробьиных птиц из семейства манакиновых.

## Описание
Небольшие птицы, длиной тела 12-13 см.

## Классификация
Близкими родами являются Chloropipo и Cryptopipo В состав рода Xenopipo включают два вида:
- Xenopipo atronitens Cabanis, 1847 — Чёрный манакин
- Xenopipo uniformis (Salvin et Godman, 1884) — Одноцветный зелёный манакин

## Распространение
Представители рода встречаются в Южной Америке.

## Охрана
Оба вида внесены в Красный список угрожаемых видов МСОП со статусом LC (Виды, вызывающие наименьшие опасения)
.